# خیرآباد (گچساران)
دهستان خیرآباد در ٢٥ کیلومتری بهبهان در مرز استان‌های کهگیلویه و بویراحمد و خوزستان قرار دارد و مشتمل بر چند روستا به نام‌های :خیرآباد خلیفه، خیرآباد ناصر خیرآباد مردان معصوم - پادوک-ده جلیل] و… است.
مردم منطقه از نژاد لر بزرگ و متعلق به ایل بویر احمد گرمسیر هستند و از طوایف اولادمیرزالی و جلیل و تامرادی(تالیشاهی)هستند.
آثار تاریخی ازجمله پل دوره ساسانی، پل خیری و محمد خان؛ تپه دهوه؛ تنگ اشترک و چهار طاقی (آتشگاه) نیز از جمله جاذبه‌های طبیعی و تاریخی گردشگری شهرستان است.
رودخانه خیرآباد و سد کوثر
سد مخزنی کوثر در استان کهگیلویه و بویراحمد در فاصله ۶۰ کیلومتری شمال غرب شهر دوگنبدان (گچساران) در محل تنگ دوک و از نوع بتنی با ارتفاع از پی ۱۴۴ متر، طول تاج ۱۹۰ متر، و حجم مخزن ۵۸۰ میلیون متر مکعب بر روی رودخانه خیرآباد احداث شده‌است. رودخانه خیرآباد به طول تقریبی ۱۰۰ کیلومتر از سرچشمه‌های شیرین رودخانه زهره بوده و از ارتفاعات زاگرس سرچشمه می‌گیرد و پس از پیوستن به زهره به خلیج فارس می‌ریزد. استان کهگلویه وبویراحمد به ندرت از آب این سد استفاده می‌کند و بیشترین استفاده را سازمان‌های آب منطقه ای استان‌های بوشهر و هرمزگان برده و به شهرهای حاشیه خلیج فارس که فاقد آب آشامیدنی مناسب هستند آبرسانی می‌کنند.
رودخانه خیرآباد از چندین محل قابل دسترسی است:
۱- شمال گچساران به سمت آب ریگون _ روستای دیل_ روستای آرو_نازمکان، بطول ۴۴ کیلومتر که جاده ای کوهستانی با مناظری بدیع و چشم‌نواز می‌باشد. مسیر دسترسی به دریاچه سد نیز از روستای آرو (جاده فرعی در حد فاصل دیل و نازمکان) می‌باشد.
در نازمکان از روی پلی که روی رودخانه خیرآباد زده شده عبور خواهید کرد و چنانچه مایل به دیدن چشمه بلقیس باشید پس از طی کردن حدود۱۵ کیلومتردرنزدیکی چرام به آن خواهید رسید. عده ای از باغ چشمه بلقیس به عنوان یکی از عجایب هفتگانه جهان نام برده‌اند.
۲- یکی از مسیرهای دیگر دسترسی به رودخانه خیرآباد جاده گچساران به بهبهان در مرز دو استان کهگلویه و بویراحمد واستان خوزستان در حدود ۵۰ کیلومتری گچساران در محل پل خیرآباد می‌باشد.
زیر پل خیراباد به هر سمت که بروید محل مناسبی برای ماهیگیری پیدا خواهید کرد.
نکته قابل توجه وفور ماهی در اندازه‌های ۱۵ تا ۲۰ سانت از نژاد کپور (شیربت و بچ) در این رود خانه است، طعم ماهی‌های خیرآباد بخاطر شیرین بودن آب بهتر از رودخانه زهره است.